# АЧ-30
АЧ-30 — советский дизельный авиационный двигатель, разработанный под руководством Алексея Дмитриевича Чаромского, дальнейшее развитие первого отечественного авиационного дизельного двигателя АН-1 (авиационный нефтяной). Разработан в 1939—1942 годах. За период с 1942 по 1946 годы на «ММП имени В. В. Чернышёва» изготовлено около 900 двигателей различных модификаций.

## Конструкция
АЧ-30Б представляет собой V-образный 12-цилиндровый четырёхтактный двигатель жидкостного охлаждения. Наддув обеспечивается двумя турбонагнетателями. В качестве топлива используется керосин. Цилиндры двигателя имеют большие размеры (диаметр 180 мм, ход поршня 200/209 мм), и высокую степень сжатия = 18. Масса двигателя — 1150 кг.

## Варианты
- АЧ-30Б — первая серийная модель. Устанавливался на некоторые экземпляры самолётов Ер-2 и Пе-8 с воздушными винтами АБ-5ЛВ-116 или ВИШ-24.
- АЧ-30БФ — двигатель с дополнительным впрыском спирта либо спиртобензиновой смеси, мощностью 1900 л. с. Производился в единичных экземплярах в 1944 г., применялся на опытных самолётах Ил-6.
- АЧ-31 и АЧ-32 — разработаны в 1945 году. Были попытки установить двигатели на самолёты Пе-8 и Ил-12.
- АЧ-40 — дизель мощностью 1500 л. с., устанавливался на самолёт БОК-11. Изготовлен в нескольких экземплярах.
- М-50 — ограниченный по впрыску топлива вариант АЧ-30 с турбонаддувом мощностью 900—1000 л. с., разработанный для торпедных катеров проекта М-123-бис на заводе № 800 Минтрансмаша.
- ТД-30Б — танковый дизельный двигатель, разработанный в 1946—1947 годах на основе АЧ-30Б для танка ИС-7. В ходе доводки танка из-за низкой надёжности был заменён на модификацию М-50 — М-50Т.
- М-850 — модификация М-50Т мощностью 1090 л. с. для опытного тяжёлого танка Объект 277.
- М400 (М-50Ф-3) мощностью 800 л. с. и М401 (с турбонаддувом) мощностью 1000 л. с. устанавливались на скоростных судах «Заря», «Ракета», «Восход» и «Метеор».